# Campagna di Bougainville
La campagna di Bougainville (nome in codice: Operazione Cherry Blossom) ebbe luogo tra il 1º novembre 1943 e il 21 agosto 1945 e fu combattuta tra gli Alleati e l'Impero giapponese per il controllo di Bougainville, isola occupata dai nipponici nel 1942. Può essere considerata parte sia della campagna della Nuova Guinea, sia della campagna delle isole Salomone, in quanto Bougainville rientrava amministrativamente nei territori della Nuova Guinea ma geograficamente era parte delle isole Salomone. Durante l'occupazione i giapponesi avevano costruito basi navali e aeree nel nord, est e sud dell'isola, ma nessuna nella zona ovest. Quella più grande era Tonolei Harbor; altre furono costruite sulle vicine Isole Shortland e Treasury. Tutte queste installazioni avevano il compito di proteggere Rabaul, la più grande piazzaforte navale della Marina imperiale, e servivano a supportare l'espansione giapponese a sud-est, verso le isole Salomone e Guadalcanal.

## Occupazione giapponese
Tra il marzo e l'aprile 1942, come parte della loro avanzata nel sud-est del Pacifico, i giapponesi sbarcarono su Bougainville. Al momento dell'invasione l'isola era presidiata solo da una piccola guarnigione dell'esercito australiano, composta da 20 soldati della 1ª compagnia indipendente e da alcuni uomini della Coastwatchers, organizzazione di intelligence. Poco dopo l'arrivo dei giapponesi, la maggior parte della forza australiana fu evacuata dagli Alleati, tranne alcuni agenti della Coastwatchers che rimasero per raccogliere informazioni.
Una volta ottenuto il controllo del territorio, i giapponesi cominciarono a costruire un certo numero di aeroporti in tutta l'isola: i principali erano situati a nord nella penisola Bonis, a sud presso Kahili e Kara, sulla costa est a Kieta e nella vicina Isola di Buka.
Una base navale fu costruita a Tonolei Harbor nelle vicinanze di Buin, sita nella pianura costiera meridionale di Bougainville, insieme con altri porti nell'arcipelago delle Shortland, un poco a sud.
L'Aeroporto di Kahili era conosciuto dai giapponesi come "Base aerea di Buin", e a sud dello stesso si trovava un altro aeroporto, situato sull'Isola Ballale, nelle Isole Shortland. Da queste posizioni i giapponesi condussero le operazioni contro le Isole Salomone, inoltre furono condotti attacchi aerei sulle rotte che collegavano Stati Uniti e Australia attraverso il Pacifico sud-occidentale.

## Offensiva alleata

### Prima fase: novembre 1943 – novembre 1944
Dopo la conclusione vittoriosa della campagna di Guadalcanal nel febbraio 1943, le forze alleate avanzarono nelle Isole Salomone centrali, e alla fine del 1943 cominciarono la campagna di Bougainville come parte della più vasta Operazione Cartwheel.

La stima delle forze giapponesi presenti sull'isola al momento dell'attacco variavano tra i 45 000 e i 65 000 uomini, tra esercito, marina e personale civile.

La prima fase delle operazioni alleate volte alla riconquista di Bougainville, in codice nota come Operazione Cherry Blossom, fu lo sbarco su Capo Torokina: alle 07:30 del 1º novembre 1943 una forza di 7 500 Marine della 3ª divisione sbarcò sul promontorio di Capo Torokina nella baia dell'imperatrice Augusta, situata sulla costa occidentale dell'isola. Il luogo era stato selezionato sia perché era al limite del raggio d'azione degli aerei, sia perché le truppe giapponesi erano concentrate soprattutto in altre zone dell'isola. Gli Alleati riuscirono a stabilire una testa di ponte, cominciando subito i lavori per costruire un aeroporto e fornire supporto all'invasione, oltre a garantire scorte alle incursioni aeree contro Rabaul; al momento le forze alleate non erano intenzionate a conquistare l'intera isola.

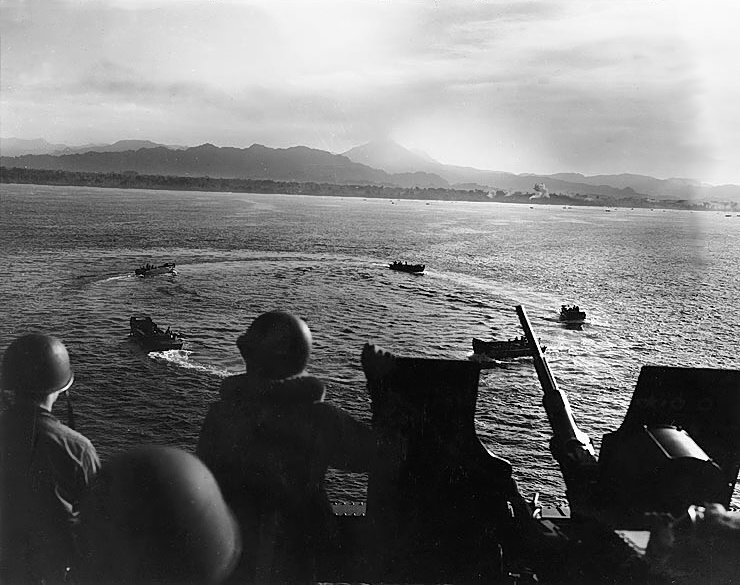
LCVP statunitensi si muovono in circolo al largo di Capo Torokina in attesa dell'ordine di sbarco, 1º novembre 1943

Un tentativo della marina giapponese di attaccare le forze sbarcate su Bougainville fu respinto dalla marina statunitense nella battaglia della baia dell'imperatrice Augusta, combattuta tra il 1° e il 2 novembre. Per evitare ulteriori attacchi di superficie contro le navi impegnate nello sbarco, le forze statunitensi lanciarono un massiccio attacco aereo contro Rabaul, danneggiando pesantemente le navi da guerra giapponesi ancorate nel porto. Anche le truppe della guarnigione condussero un contrattacco per distruggere la testa di ponte alleata, ma vennero sconfitte nella battaglia della laguna del Koromokina. Dal 6 al 19 novembre la testa di ponte fu ampliata con l'arrivo dei rimanenti soldati della 3ª divisione e della 37ª divisione fanteria dell'esercito, proveniente dall'Ohio. La guerra nella giungla fu lunga e dura, con numerose vittime causate dalla malaria e altre malattie tropicali. Fatta eccezione per alcune schermaglie, tutti i maggiori combattimenti per ampliare la testa di ponte (raid di Koiari, battaglia di Piva Trail, battaglia di Coconut Grove, battaglia di Piva Forks) furono sostenuti dai Marine nel settore da loro controllato.
Nei mesi di novembre e dicembre i giapponesi installarono postazioni di artiglieria su un gruppo di alture collinari lungo il fiume Torokina, così da poter colpire tutto il lato orientale del perimetro difensivo della testa di ponte. Intensi bombardamenti vennero effettuati in particolare contro le piste di atterraggio e i magazzini con i rifornimenti. La 3ª divisione marine avanzò allora verso le colline per cacciarne i giapponesi: l'area fu oggetto di operazione dal 9 al 27 dicembre. Una postazione in particolare, chiamata Hellzapoppin Ridge, era il fulcro del sistema fortificato nipponico: era una fortezza naturale lunga 91 metri, con pendii scoscesi e una stretta cresta che si affacciava sulla testa di ponte; i giapponesi avevano inoltre costruito ampie postazioni sul lato opposto della collina, utilizzando un'estesa mimetizzazione naturale e artificiale. Il 12 dicembre il 21º reggimento Marine tentò un primo attacco a Helzapoppin Ridge senza ottenere risultati.

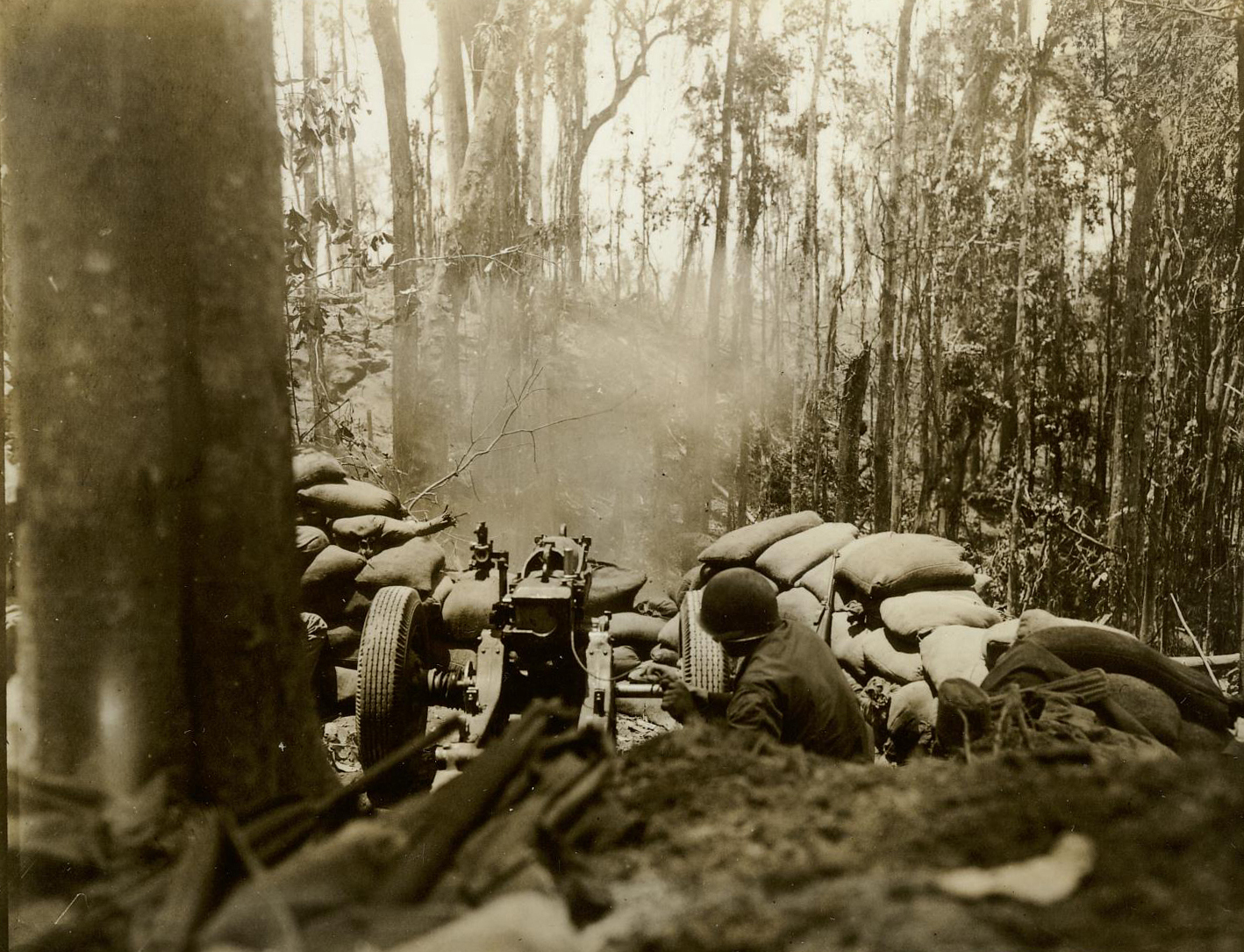
Un obice 75 mm statunitense apre il fuoco dalla "Collina 260" verso la "Collina 309" durante la controffensiva giapponese del marzo 1944

Contro la stretta cresta furono lanciati numerosi attacchi aerei. Il 18 dicembre un secondo assalto coordinato di aviazione, artiglieria e fanteria portò alla cattura di Hellzapoppin Ridge Nei giorni che seguirono, lo stesso reggimento fu coinvolto anche nella lotta per la conquista della collina Hill 600A, infine espugnata il 24 dicembre. Intanto il 15 dicembre il I Marine Amphibious Corps, che finora aveva condotto le operazioni di sbarco, fu sostituito dal XV Corps; il 28 dicembre la 3ª divisione marine venne rilevata dalla 23ª divisione fanteria dell'esercito, chiamata anche Americal Division.
Fu proprio il XV Corps che difese la testa di ponte contro un'imponente controffensiva lanciata dai giapponesi il 9 marzo; la battaglia si trascinò poi fino al 17 marzo 1944 attorno l'altura "Hill 700" e la "Cannon Hill", (tenute dalla 37ª divisione), mentre gli assalti a "Hill 260" vennero trattenuti dall'Americal Division. La controffensiva fu respinta con gravi perdite per l'esercito giapponese, che ritirò la maggior parte delle forze che gli rimanevano nell'entroterra, alle estremità nord e sud dell'isola. Il 5 aprile 1944, il 132º reggimento in forza all'Americal Division, dopo aver compiuto un ampio pattugliamento lungo la baia dell'imperatrice Augusta, attaccò e catturò il villaggio di Mavavia.

Due soldati afroamericani della 93ª divisione fanteria puliscono i loro fucili M1 Garand in un bivacco lungo l'East West Trail di Bougainville, 4 aprile 1944

Due giorni dopo, il reggimento in perlustrazione si imbatté in forze giapponesi che occupavano forti posizioni difensive: i soldati statunitensi le attaccarono, e con l'ausilio di siluri bangalore e bazooka distrussero 20 bunker. Più tardi, assieme a soldati della Fiji Defence Force, il 132° fu incaricato di prendere il controllo delle alture a ovest del fiume Saua. Le truppe alleate sostennero aspri scontri con i nuclei di resistenza nipponici fino al 18 aprile, quando i soldati imperiali vennero uccisi o costretti alla fuga: vennero così conquistate le alture "Hill 155", "165", "500" e "501".
La situazione per i difensori cominciava a farsi critica: isolati e impossibilitati a ricevere rifornimenti esterni, i giapponesi cominciarono a concentrare le loro forze sulla semplice sopravvivenza, arrivando a sviluppare delle fattorie locali.
Gli statunitensi furono invece rafforzati dalla 93ª divisione fanteria, la prima unità di fanteria di soli afroamericani a entrare in azione nella seconda guerra mondiale.
Gli Alleati si concentrarono sulla costruzione di nuovi aeroporti più all'interno dell'isola, da cui condussero attacchi aerei contro Rabaul, Kavieng e altre basi giapponesi nel Pacifico meridionale. Il supporto aereo alle operazioni in corso sull'isola fu fornito in gran parte dalla Royal New Zealand Air Force, dalla United States Marine Corps Aviation e dall'USAAF, sotto il controllo dell'AirSols.
Agenti dei servizi segreti australiani, dopo aver studiato le informazioni raccolte, stimarono in 8 200 i soldati giapponesi uccisi in combattimento e in 16 600 quelli deceduti per malnutrizione o malattia.

### Seconda fase: novembre 1944 - agosto 1945

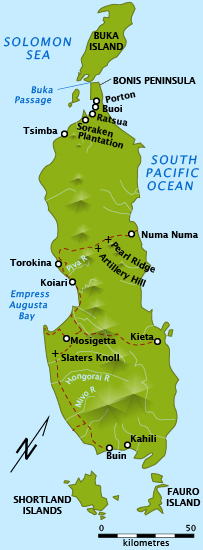
La mappa di Bougainville riporta molti nomi delle tappe che segnarono il progresso della campagna

Tra l'ottobre e il dicembre 1944 le forze di terra statunitensi furono sostituite dall'Australian II Corps, un corpo d'armata inquadrato come milizia, mentre la 3ª divisione e la 11ª brigata australiane già in loco furono rafforzate dal Fiji Infantry Regiment; la 23ª brigata australiana fu infine posta a presidio delle isole vicine. Gli australiani stabilirono che delle ormai logore forze giapponesi su Bougainville, stimate in circa 40 000 uomini, il 20% era ancora schierato in prima linea e organizzato in formazioni pronte al combattimento, tra cui la 38ª brigata mista indipendente e la 6ª divisione: l'Australian II Corps adottò una strategia aggressiva atta a sopraffare e ridurre, o annientare, queste forze.
La seconda fase dell'offensiva alleata ebbe inizio il 29 novembre con schermaglie varie e brevi scontri, e solo il 30 dicembre fu lanciata l'offensiva vera e propria, condotta su tre fronti separati: a nord era previsto di respingere le forze giapponesi sospingendole verso la stretta penisola di Bonis. Al centro la conquista di Pearl Ridge avrebbe permesso agli australiani di controllare le vie di comunicazione che collegavano la zona est a quella ovest, impedendo inoltre ulteriori contrattacchi su vasta scala; la costa orientale sarebbe stata però esposta a eventuali attacchi. Lo sforzo principale sarebbe stato esercitato a sud verso Buin, dove i giapponesi avevano concentrato il grosso delle loro forze.

Dopo la cattura di Pearl Ridge, nel dicembre 1944 il baricentro della battaglia si spostò a nord e a sud, mentre al centro le truppe australiane limitarono la loro attività unicamente a pattugliamenti lungo la Numa Numa Trail. Nel settore settentrionale l'avanzata avvenne lungo la costa fino al fiume Genga, con il contemporaneo invio di pattuglie nell'entroterra per scacciare i giapponesi delle alture circostanti.

Dopo la cattura di Tsimba Ridge nel febbraio 1945, le forze australiane continuarono a progredire fino a Ratsua, costringendo i giapponesi a ritirarsi nella penisola di Bonis come previsto dal piano. L'attacco alle difese nipponiche si rivelò però più arduo di quanto immaginato, perciò nel mese di giugno gli australiani provarono ad aggirarle tentando uno sbarco a Porton Plantation, ma l'operazione si risolse in una disfatta. Si decise allora di sospendere le attività a nord e assumere un contegno difensivo per contenere i giapponesi lungo il fronte di Ratsua

Risorse, rifornimenti e truppe furono in larga parte dirottati a sud per sostenere l'offensiva verso Buin: nel settore, dopo un breve ma sanguinoso contrattacco a Slater's Knoll, gli australiani riuscirono a prendere il sopravvento e avanzarono progressivamente verso sud, prima sconfiggendo i giapponesi presso il fiume Hogorai e poi procedendo attraverso i due corsi d'acqua Hari e Mobai. L'avanzata si fermò al fiume Mivo, ingrossato dalle piogge torrenziali che avevano spazzato via porti e strade vitali per i rifornimenti; tale situazione rese impossibile allestire operazioni, e solo tra la fine di luglio e l'inizio di agosto gli australiani poterono riprendere i pattugliamenti al di là del fiume Mivo.

I combattimenti proseguirono fino al 21 agosto 1945, quando anche le ultime forze giapponesi a Bougainville si arresero come aveva fatto il loro paese sei giorni prima. In totale 23 500 tra soldati e civili abbassarono le armi, mentre i morti in battaglia assommavano a 8 500; malnutrizione e malattie provocarono altri 9 800 decessi tra le file nipponiche. L'ultima fase della campagna costò invece agli australiani 516 morti e 1 572 feriti. Poco dopo, il 2 settembre, nella baia di Tokyo il Ministro degli esteri giapponese Mamoru Shigemitsu firmò la resa senza condizioni, ponendo fine alla seconda guerra mondiale.

## Onorificenze

### Stati Uniti
Furono assegnate 5 Medal of Honor, la più alta decorazione militare assegnata dal governo degli Stati Uniti d'America.
- United States Marine Corps:
  - sergente Robert A. Owens, insignito postumo per le sue azioni durante lo sbarco su Capo Torokina il 1º novembre 1943;
  - sergente Herbert Joseph Thomas, insignito postumo per le sue azioni nella battaglia della laguna del Koromokina il 7 novembre 1943;
  - soldato semplice Henry Gurke, insignito postumo per le sue azioni nei combattimenti presso la baia dell'imperatrice Augusta il 9 novembre 1943.
- United States Marine Corps Aviation:
  - Robert M. Hanson, insignito per le sue azioni nei cieli di Bougainville, dove il 1º novembre 1943 attaccò da solo 6 aerosiluranti giapponesi. La menzione d'onore comprendeva anche altre azioni conseguite durante la campagna della Nuova Guinea.
- United States Army:
  - soldato semplice Jesse R. Drowley, insignito per le sue azioni in combattimento il 30 giugno 1944.

Inoltre, l'intera 3ª divisione dei Marine fu insignita della Navy Unit Commendation.

### Forze del Commonwealth
Furono assegnate 3 Victoria Cross, la più alta decorazione militare assegnata dal governo britannico:
- caporale Sefanaia Sukanaivalu, figiano, insignito postumo per le sue azioni durante combattimenti a Mawaraka il 23 giugno 1944.[17]
- caporale Reg Rattey, australiano, insignito per le sue azioni durante i combattimenti a Slater's Knoll del 22 marzo 1945.
- soldato semplice Frank Partridge, australiano, insignito per le sue azioni durante i combattimenti lungo il fronte di Ratsua il 24 luglio 1945.[5][15]

Rattey e Partridge furono gli ultimi due soldati australiani a essere insigniti della Victoria Cross durante la seconda guerra mondiale, e Partridge l'unico membro di una milizia a ricevere tale decorazione.